# J.G. van Beusekom

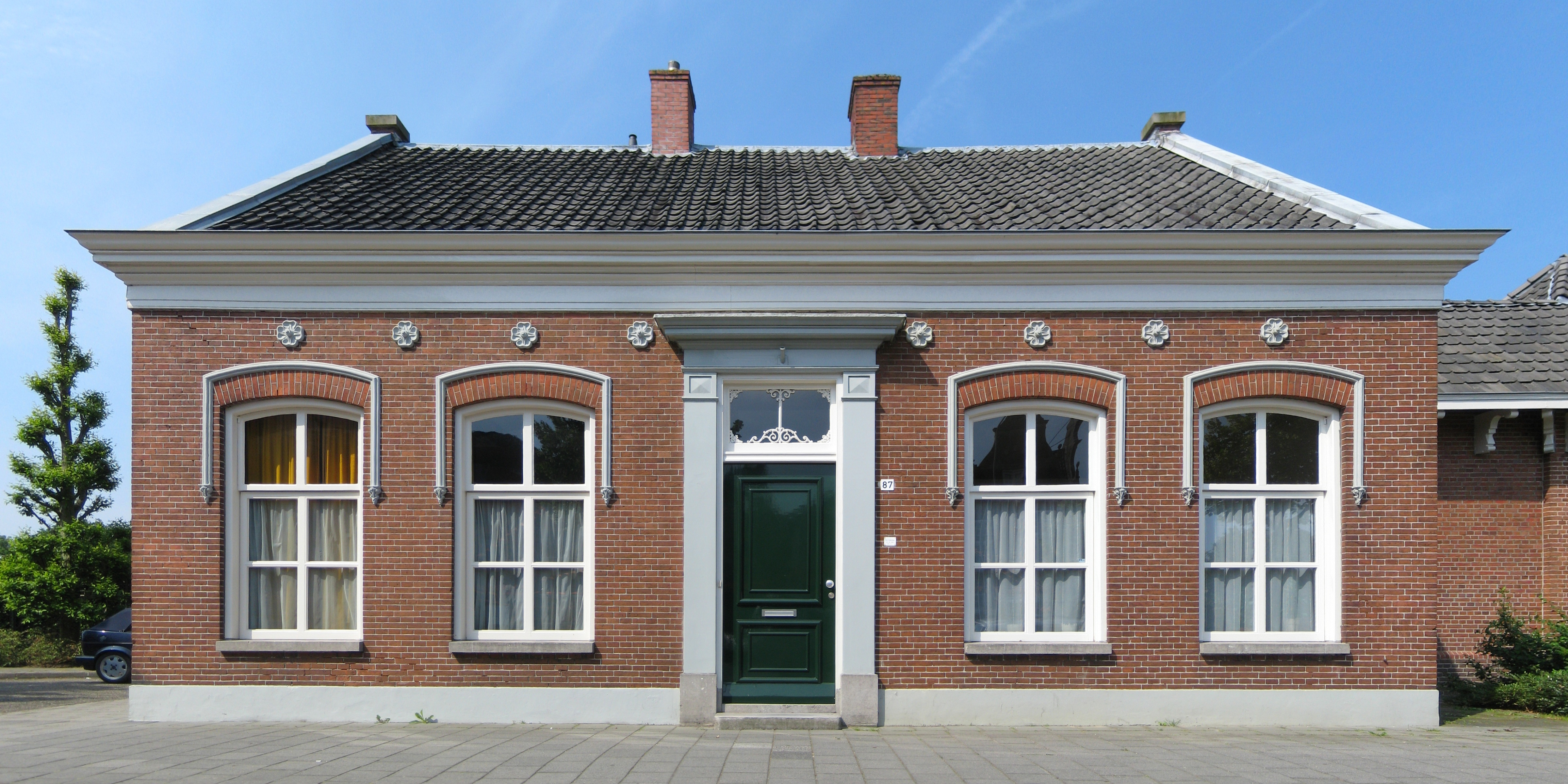
Opzichterswoning (1864) van de Zuiderbegraafplaats in Groningen (2010)

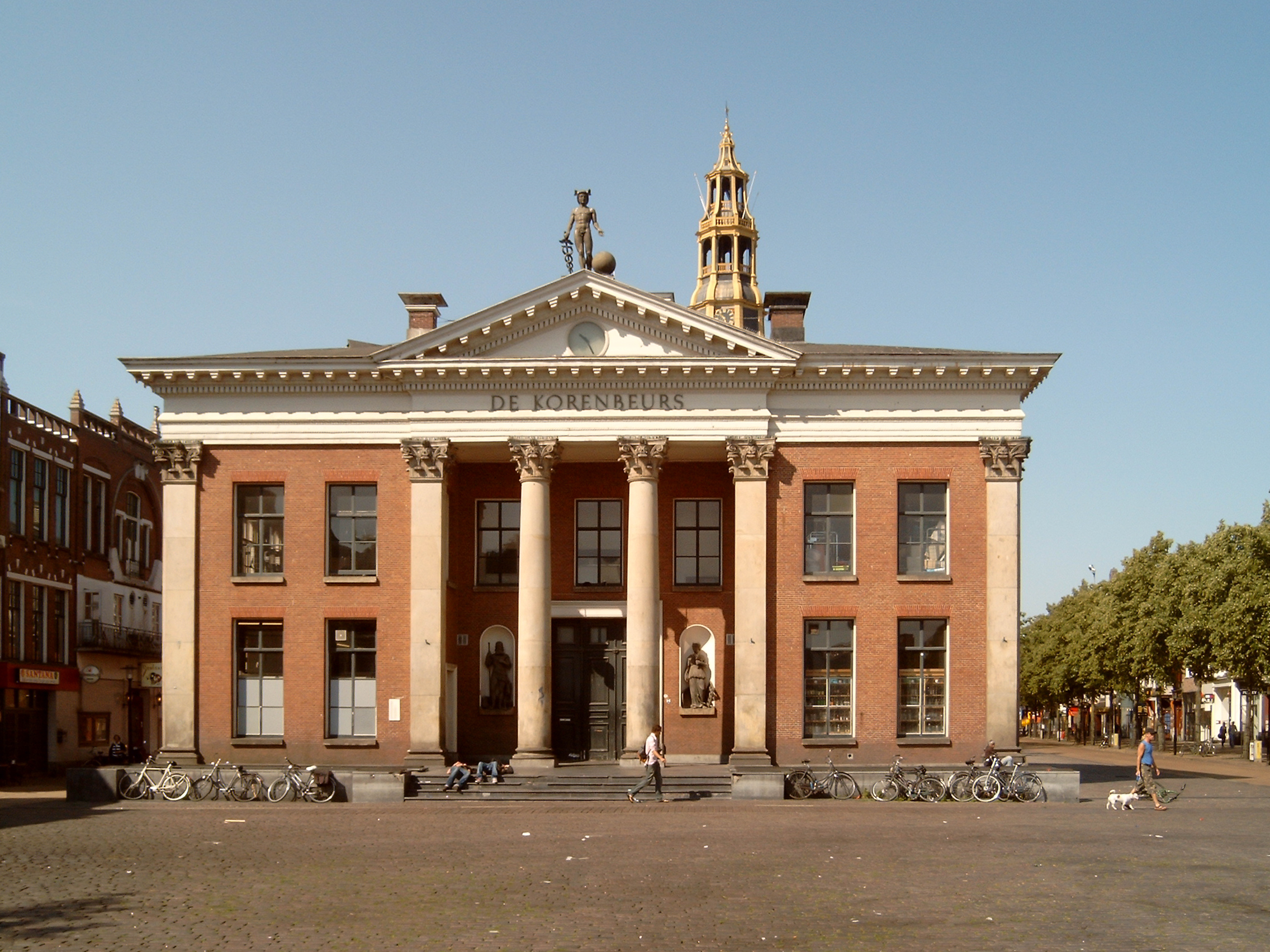
De Korenbeurs (1865) aan de Vismarkt in Groningen (2009)

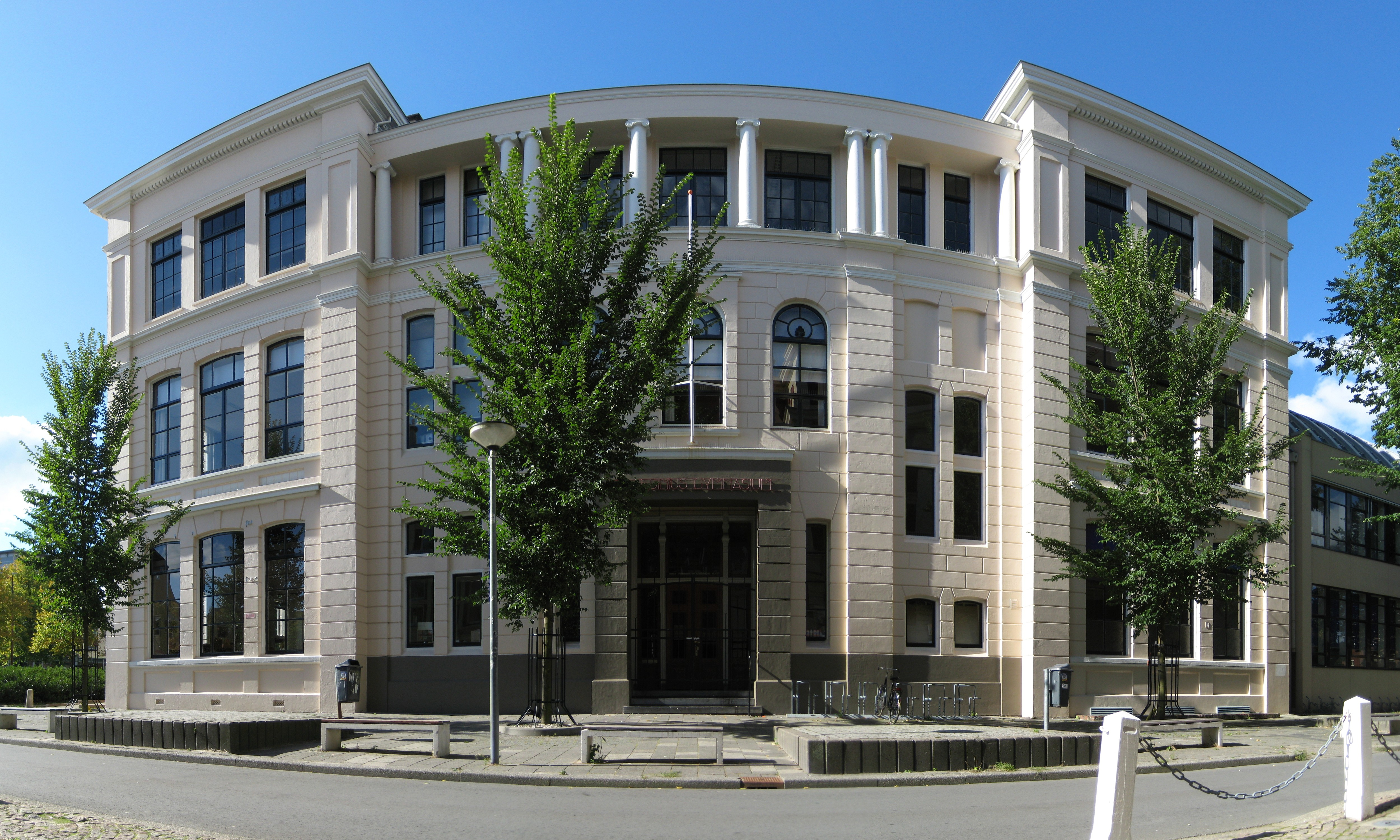
Het hoofdgebouw van het Praedinius Gymnasium (1880–'82) in Groningen (2010)

Johannes Godfried van Beusekom (Haarlem, 14 september 1825 – Groningen, 15 november 1881), in vakliteratuur doorgaans J.G. van Beusekom genoemd, was een Nederlandse architect. Hij was van 1855 tot zijn dood stadsbouwmeester van Groningen. Daarvoor was hij opzichter van Rijkswaterstaat in Roermond. Van Beusekom ontwierp in Groningen onder meer de Korenbeurs en het huidige hoofdgebouw van het Praedinius Gymnasium.

## Werken (selectie)
- 1862: Rijks hogere burgerschool (R.H.B.S), Pelsterstraat, Groningen[5]
- 1864: Opzichterswoning Zuiderbegraafplaats, Hereweg, Groningen[1]
- 1862–1865: Korenbeurs, Vismarkt, Groningen[2]
- 1868: Hervormde pastorie, Dwingeloo[6]
- 1875: Schoolgebouw, Agricolastraat, Groningen[7]
- 1880–1882: Stedelijk Gymnasium (sinds 1947: Praedinius Gymnasium), Turfsingel, Groningen[3]
- 1881: Lagere school (Poortershoes), Oosterweg, Groningen[8]